# Lahmacun
La lahmacun és una mena de coca que es menja en alguns països d'Orient Mitjà, com ara Turquia, Armènia o Síria. Consta d'una finíssima base de pa coberta per carn picada amb all i julivert.
El mot lahmacun és una paraula turca d'origen àrab, composta per lahm, ‘carn’, i ecin, ‘massa de pa’. Alguns el consideren la pizza turca.